# Caccia ai violenti
Pour plus de détails, voir Fiche technique et Distribution.
Caccia ai violenti est un film d'action italien réalisé par Nino Scolaro et sorti en 1968.

## Synopsis
L'escorte de quatre condamnés à travers la jungle africaine est exterminée, et les condamnés s'échappent. Le lieutenant Rey se met en chasse des assassins. Ceux-ci se dirigent vers la résidence du propriétaire d'une mine : ils enlèvent son épouse pour obtenir des renseignements sur la mine. La progression du lieutenant Rey est ralentie par toute sorte d'obstacles : bêtes sauvages, indigènes, les assassins qui le surveillent. Une informatrice de Rey, qui travaillait dans une taverne, est assassinée. Rey parvient cependant à libérer l'épouse prise en otage. Il rejoint la mine et, au cours d'une lutte sans merci, il élimine tous les bandits.

## Fiche technique
- Titre original italien : Caccia ai violenti[3]
- Réalisation : Nino Scolaro[1]
- Scénario : Jack DeWitt, Sandy Howard, Mario Siciliano et Eduardo Manzanos Brochero d'après sa nouvelle.
- Photographie : Julio Ortas
- Montage : Romeo Ciatti
- Musique : Gianni Marchetti
- Décors : Elio Micheli
- Société de production : Metheus Film, Coop. Copercines
- Pays de production :  Italie
- Langue originale : italien
- Format : couleurs - son mono - 35 mm
- Genre : film d'action
- Durée : 98 minutes
- Dates de sortie : 
  - Italie : 14 avril 1968

## Distribution
- Ty Hardin : Lieutenant King Edwards
- Pier Angeli : Ann Peterson
- Rossano Brazzi : Dr. Hamilton
- George Sanders : Capitaine Walter Phillips
- Helga Liné : Deborah
- Dale Cummings : Zeke
- George Rigaud : Anders
- Aldo Bufi Landi :
- Pamela Tudor :
- Charles Fawcett :
- Mario Donatone :

## Production
Le film est adapté d'une histoire originale de Jack De Witt pour le producteur Sandy Howard. Howard a déclaré : « Nous avons l'impression d'avoir réalisé un James Bond africain ». Le tournage devait commencer en avril 1967.
En avril, Jack Lamont est chargé de la réalisation. Le tournage est repoussé à mai et c'est finalement Nino Scolaro qui le réalise.
Le reste de la production a été réalisé à Madrid et à Almería.